# Mordechai Zemach
Mordechai Zemach (geboren 1502 in Prag; gestorben 1591 daselbst; auch Mordechai Zemach Katz, Mordechai (Rabbi) Caz, Mordechai Cohen, Mordechai Zemach Cohen, Mordechai ben Gerschom Ha-Kohen und Mordecai ben Gershon Kaz, ferner auch Mordechai ben Gerson Kaz bzw. Mordechai Zemach Kohen,) war ein jüdischer Drucker aus der Familie der Gersoniden und Mitbegründer der Prager Beerdigungsbruderschaft.

## Leben
Er war einer von vier Söhnen des Gerson ben Salomo Kohen Katz (1475–1541) und wurde 1592 neben seinem Sohn Bezalel Zemach (1524–1589) auf dem alten jüdischen Friedhof in Prag beigesetzt. Seine weiten Kinder waren die Söhne Pesach ben Mordechai Katz (1522–1569), Salomo ben Mordechai Katz (1528–1594), Samuel ben Mordechai Katz (1532–1578) und Gershom Israel ben Mordechai Katz (1541–1587). Seine Tochter Mirjam Menucha Katz (1530–1558) verstarb wie ihre Geschwister in Prag.

## Verjagungsbefehl
Mordechai Zemach gelang es 1561 durch Fürsprache bei Papst Pius IV. die Aufhebung des Versprechens der Vertreibung der Juden durch Ferdinand I. aus Prag zu bewirken. Kaiser Ferdinand I. (damals König) soll 1526 dieses eidliche Versprechen gegenüber Papst Clemens VII. abgegeben haben.